# Anisostachya velutina
Anisostachya velutina är en akantusväxtart som beskrevs av Christian Gottfried Daniel Nees von Esenbeck. Anisostachya velutina ingår i släktet Anisostachya och familjen akantusväxter. Inga underarter finns listade i Catalogue of Life.